# Phragmatobia taurica
Phragmatobia taurica là một loài bướm đêm thuộc phân họ Arctiinae, họ Erebidae.